# Grenze zwischen Kirgisistan und Kasachstan

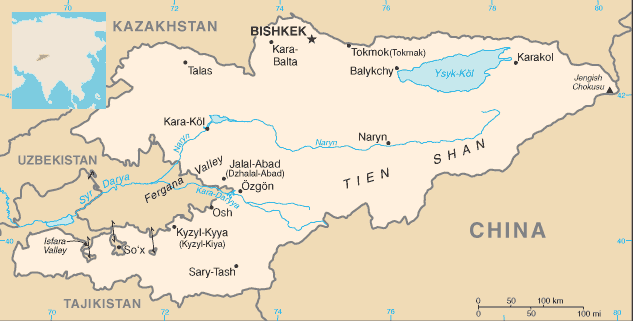
Karte von Kirgisistan mit Kasachstan im Norden

Die Grenze zwischen Kirgisistan und Kasachstan ist 1212 Kilometer lang und verläuft vom Dreiländereck mit Usbekistan bis zum Dreiländereck mit China. Bischkek, die kirgisische Hauptstadt, liegt nur 16 Kilometer von der Grenze entfernt, und Almaty, Kasachstans größte Stadt und ehemalige Hauptstadt liegt 29 Kilometer nördlich der Grenze.

## Beschreibung
Die Grenze beginnt im Westen im Dreiländereck mit Usbekistan im Ugomgebirge und verläuft dann in nordöstliche Richtung, entlang der Großstadt Taras und dem Kirgisischen Gebirge. Anschließend verläuft die Grenze in einem Bogen um Karabalta, ehe sie dem Tschüi-Fluss um Bischkek und Tokmok herum folgt. Die Grenze verlässt den Flusslauf nahe der Stadt Kara-Bulak und zieht dann ostwärts entlang des Kungej-Alatau-Gebirges, nördlich des Sees Yssyk-Köl, bis zum Dreiländereck mit China.
Die kasachische Eisenbahnstrecke von Taraz nach Aqtöbe kreuzt das kirgisische Staatsgebiet in einem kurzen Abschnitt. Dieser Abschnitt ist ein Überbleibsel aus der sowjetischen Zeit, in der die Infrastruktur unabhängig von den internen Grenzen aufgebaut wurde.
Die Grenze ist zu einem großen Teil mit Stacheldrahtzäunen gesichert. Die Autobahn A365 auf der kirgisischen Seite verläuft teilweise direkt am Zaun.

## Geschichte
Das Russische Zarenreich hat Zentralasien im 19. Jahrhundert erobert, indem sie die vormals unabhängigen Khanate Kokand und Chiva und das Emirat Buchara annektiert haben. Nachdem die Kommunisten im Jahr 1917 die Macht ergriffen und die Sowjetunion gründeten, entschied man sich dazu, das Gebiet in ethnisch begründete Republiken aufzuteilen. So folgte man der Theorie, nach der Nationalismus ein notwendiger Schritt auf dem Weg zu einer kommunistischen Gesellschaft sei, sowie Josef Stalins Definition einer Nation als „eine historisch entwickelte, stabile Gemeinschaft von Menschen mit einer gemeinsamen Sprache, Territorium, wirtschaftlichen Lebensbedingungen und kulturellen Traditionen, die durch eine gemeinsame psychologische Natur miteinander verbunden sind“.
Die Einteilung des Staats in Sowjetrepubliken wird häufig als rein zynischer Versuch des Prinzips „Teile und Herrsche“ angesehen. Es sei ein bewusst machiavellistischer Versuch von Stalin, die sowjetische Hegemonie über die Region aufrechtzuerhalten, indem er die Bewohner künstlich in separate Nationen und mit Grenzen teile, die absichtlich so gezogen sind, dass Minderheiten in jedem Staat zurückblieben. Dieser Vorwurf hat sich soweit durchgesetzt, dass er in den Mainstream-Medien beinahe als Fakt gilt. Stalin selbst sei es demnach gewesen, der die Grenzen gezogen habe. Obwohl die Sowjets tatsächlich besorgt über die mögliche Bedrohung durch den pan-turkischen Nationalismus waren, der sich zum Beispiel in der Basmatschi-Bewegung der 1920er Jahre ausdrückte, zeichnet eine nähere, auf Primärquellen basierende Analyse ein viel differenzierteres Bild, als es üblicherweise dargestellt wird.
Die Sowjets wollten ethnisch homogene Republiken schaffen, viele Gebiete waren jedoch ethnisch gemischt (z. B. das Ferghanatal). Zudem war es häufig schwierig, Menschen die „richtige“ Ethnie zuzuweisen (z. B. der gemischte Tadschikis-Usbekische Sart, oder die verschiedenen turkmenischen/usbekischen Stämme entlang des Amudarya). Örtliche nationalistische Eliten stritten oftmals heftig für ihre Sache und die Sowjets sahen sich häufig gezwungen, zwischen ihnen zu vermitteln. Hinderlich waren dabei mangelnde Expertise und veraltete ethnographische Daten. Darüber hinaus sollten bei der Einteilung in Sowjetrepubliken „lebensfähige“ Gebilde entstehen, wobei wirtschaftliche, geographische, landwirtschaftliche und infrastrukturelle Angelegenheiten also oftmals über die ethnischen gestellt wurden. Der Versuch, diese widersprüchlichen Ziele innerhalb eines nationalistischen Rahmens auszugleichen, erwies sich als äußerst schwierig und oft unmöglich, was zu oft komplizierten Grenzziehungen, mehreren Enklaven und der unvermeidlichen Schaffung großer Minderheiten führte, die in der „falschen“ Republik lebten. Dabei muss auch beachtet werden, dass es nie die Absicht der Sowjets war, Grenzen zu schaffen, die später zu internationalen Grenzen werden, so wie es heute der Fall ist.

Das sowjetische Zentralasien im Jahr 1922 vor der Gründung der späteren Sowjetrepubliken

Die Einteilung der Sowjetunion entlang ethnischer Grenzen wurde bereits im Jahr 1920 vorgeschlagen. Zu dieser Zeit bestand Zentralasien aus zwei Autonomen Sozialistischen Sowjetrepubliken (ASSR) innerhalb der Russischen SFSR: der Turkestanischen ASSR, die im April 1918 gegründet wurde und die große Teile von dem umfasste, was heute Südkasachstan, Usbekistan und Tadschikistan sowie Turkmenistan sind, und der Kirgisischen Autonomen Sowjetsozialistischen Republik (Kirgisische ASSR), die am 26. August 1920 im Gebiet etwa des nördlichen Teils des heutigen Kasachstan (zu dieser Zeit wurden Kasachen als „Kirgisen“ bezeichnet und das, was heute Kirgisen sind, wurden als Untergruppe der Kasachen angesehen und als „Kara-Kirgisen“ bezeichnet, d. h. bergbewohnende „schwarze Kirgisen“). Es gab auch die beiden getrennten Nachfolgerepubliken des Emirats Buchara und des Khanats Chiwa, die nach der Übernahme durch die Rote Armee im Jahr 1920 in die Volksrepublik Buchara und Choresmische Sowjetische Volksrepublik umgewandelt wurden.
Am 25. Februar 1924 kündigte das Politbüro und das Zentralkomitee der Sowjetunion an, dass es mit der Gebietseinteilung in Zentralasien voranschreiten würde. Der Prozess sollte von einem Sonderausschuss des Zentralasiatischen Büros überwacht werden, mit drei Unterausschüssen für jede der wichtigsten Nationalitäten der Region (Kasachen, Turkmenen und Usbeken). Die Arbeit ging dann sehr schnell voran. Es gab anfängliche Pläne, die PSR von Choresmien und Buchara möglicherweise beizubehalten, im April 1924 wurde dennoch die Aufteilung beschlossen. Dies geschah trotz der oft lautstarken Opposition ihrer kommunistischen Parteien (die Kommunisten in Choresmien sträubten sich besonders stark gegen die Auflösung ihrer Republik und mussten im Juli desselben Jahres zum eigenen Untergang gezwungen werden).
Die Schaffung der kasachisch-kirgisischen Grenze wurde durch Streitigkeiten über die Frage erschwert, ob die Kirgisen (damals „Kara-Kirgisen“ genannt) ein eigenes Volk von den Kasachen (damals „Kirgisen“ genannt) waren oder einfach nur Kasachen, die halbnomadisch in Bergregionen lebten. Es wurde beschlossen, dass die Kara-Kirgisen unterschiedlich genug waren, um die Schaffung einer Autonomen Oblast innerhalb der russischen SSR im Oktober 1924 zu rechtfertigen. Dies geschah in den Grenzen, die denen des modernen Kirgisistans entsprechen. Im Mai 1925 wurde das Gebiet zunächst in Kirgisische Autonomer Oblast umbenannt, dann im Jahr 1926 in Kirgisische Autonome Sozialistische Sowjetrepublik (Kirgisische ASSR) (nicht zu verwechseln mit der Kirgisischen ASSR, die der erste Name der Kasachischen ASSR war), und schließlich wurde es im Jahr 1936 zur Kirgisischen SSR.
Die Grenze wurde 1991 nach der Auflösung der Sowjetunion und der Unabhängigkeit ihrer Teilrepubliken zu einer internationalen Grenze. Die beiden Länder begannen in den 1990er und 2000er Jahren mit der Vermessung ihrer gemeinsamen Grenze. Dies geschah, im starken Kontrast zu den Grenzangelegenheiten anderer ehemaliger sowjetischer Staaten in Zentralasien, in einer harmonischen Zusammenarbeit. Ein endgültiger Grenzvertrag wurde am 15. Dezember 2001 unterzeichnet und trat 2008 in Kraft. Die Grenze wurde in den folgenden Jahren vor Ort vermessen.

## Grenzübergänge
- Aisha Bibi (KAZ) – Chongkapka (KGZ) (Straße)
- Merki (KAZ) – Karabalta (KGZ) (Straße und Schiene)[26]
- Qordai (KAZ) – Lugovoye/Akjol (KGZ) (Straße)[26]
- Khun Chi (KAZ) – Kara-Su (KGZ) (Straße)[26]
- Avtodorozhniy (KAZ) – Kenbulun (KGZ) (Straße, nur für Einheimische)[26]
- Kegen (KAZ) – Tüp (KGZ) (Straße, nur im Sommer)[26]
- Almaty (KAZ) – Chong-Sary-Oy (KGZ) (Straße und Wanderweg über den Ozerny-Pass)[27]

## Orte in Grenznähe

### Kasachstan
- Taras
- Kasyk
- Qordai

### Kirgisistan
- Kök-Say
- Amanbayevo
- Scheker
- Pokrovka
- Kyzyl-Adyr
- Köpürö-Bazar
- Chaldybar, Chuy
- Kajyngdy
- Kamyshanovka
- Vasil'yevka
- Birdik
- Ivanowka
- Tokmok
- Kara-Bulak
- Tüp

## Historische Karten
Historische englischsprachige Karten der Grenze zwischen der Kasachischen SSR und der Kirgisischen SSR, Mitte bis spätes 20. Jahrhundert:

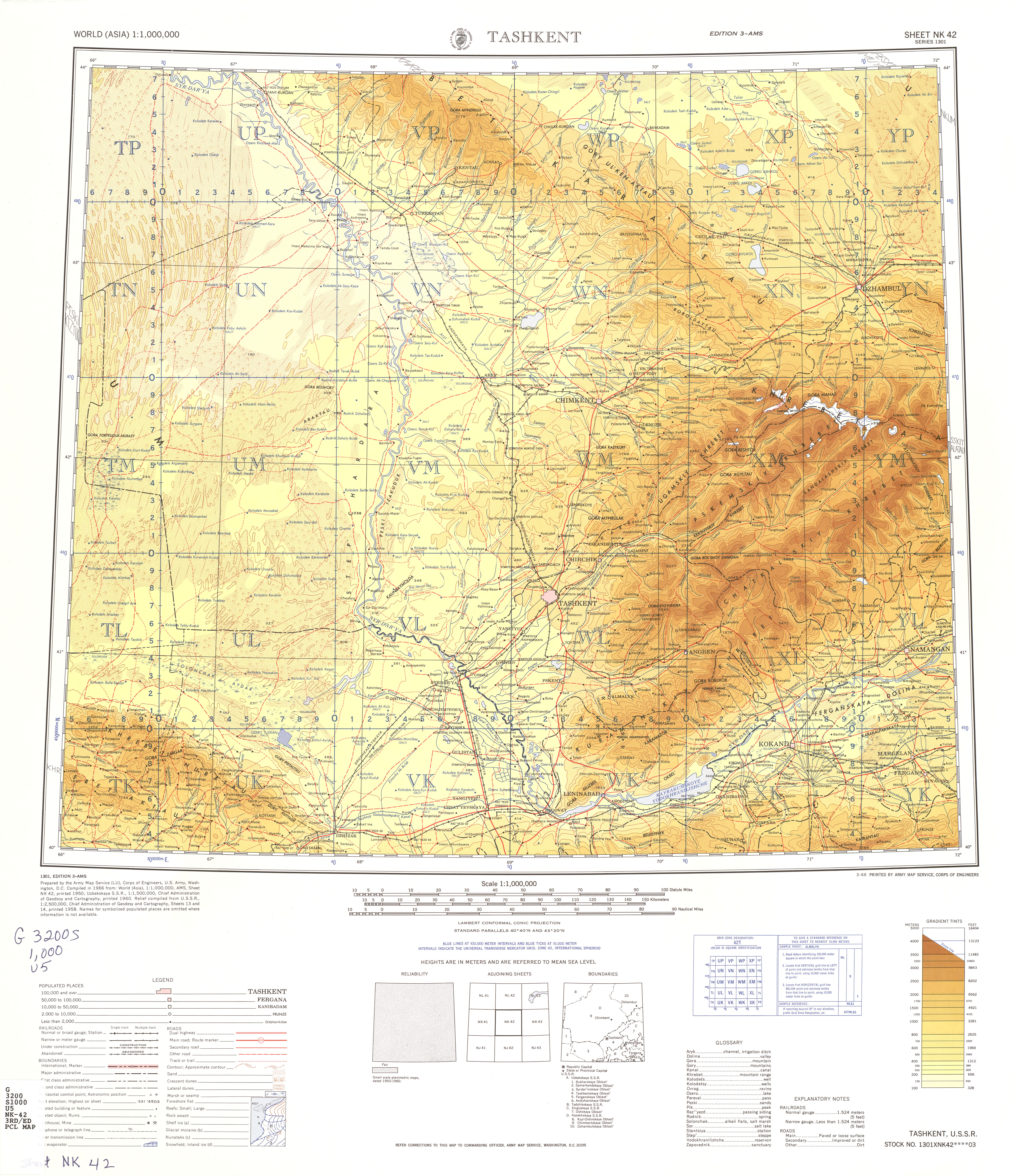
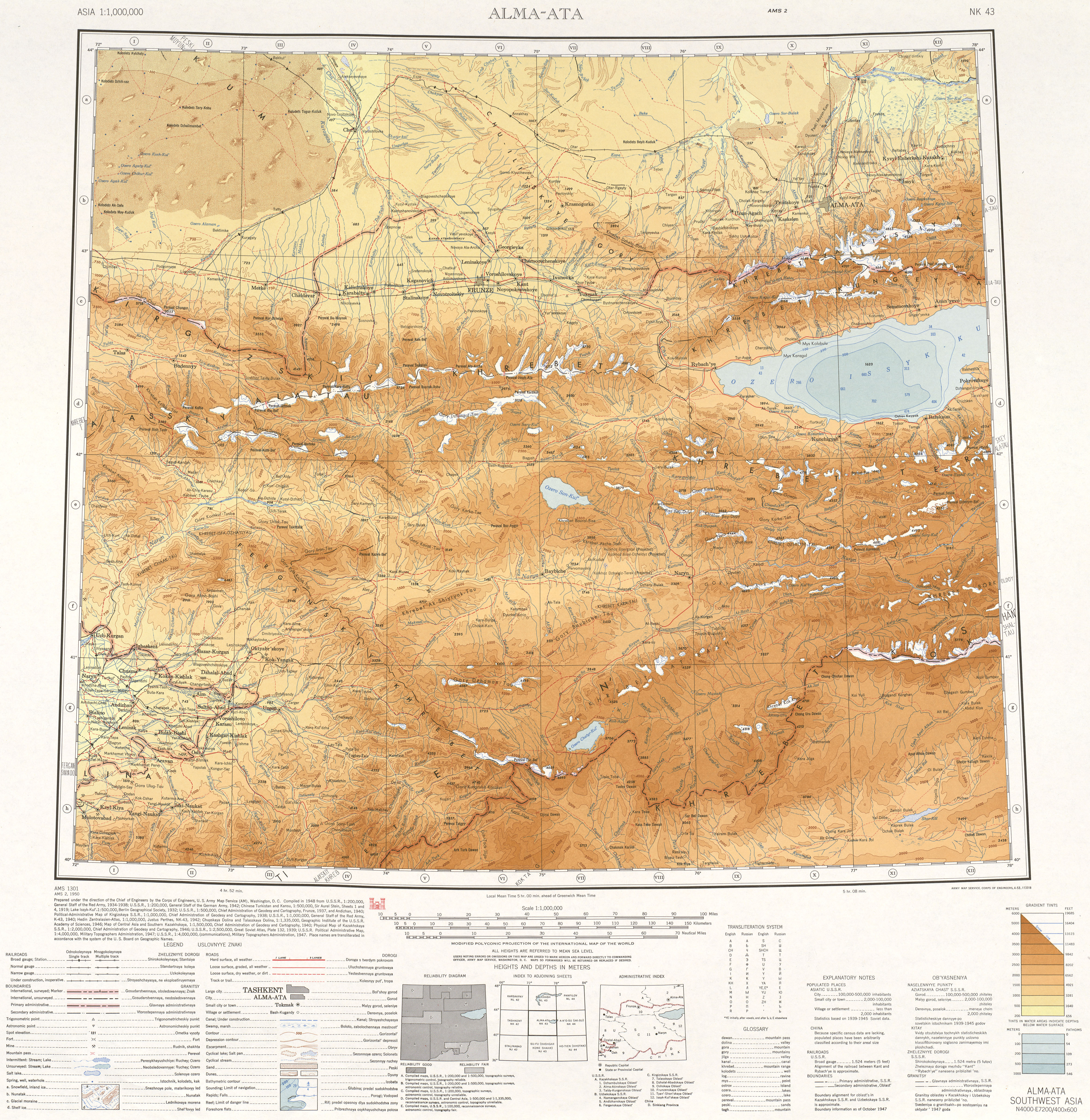
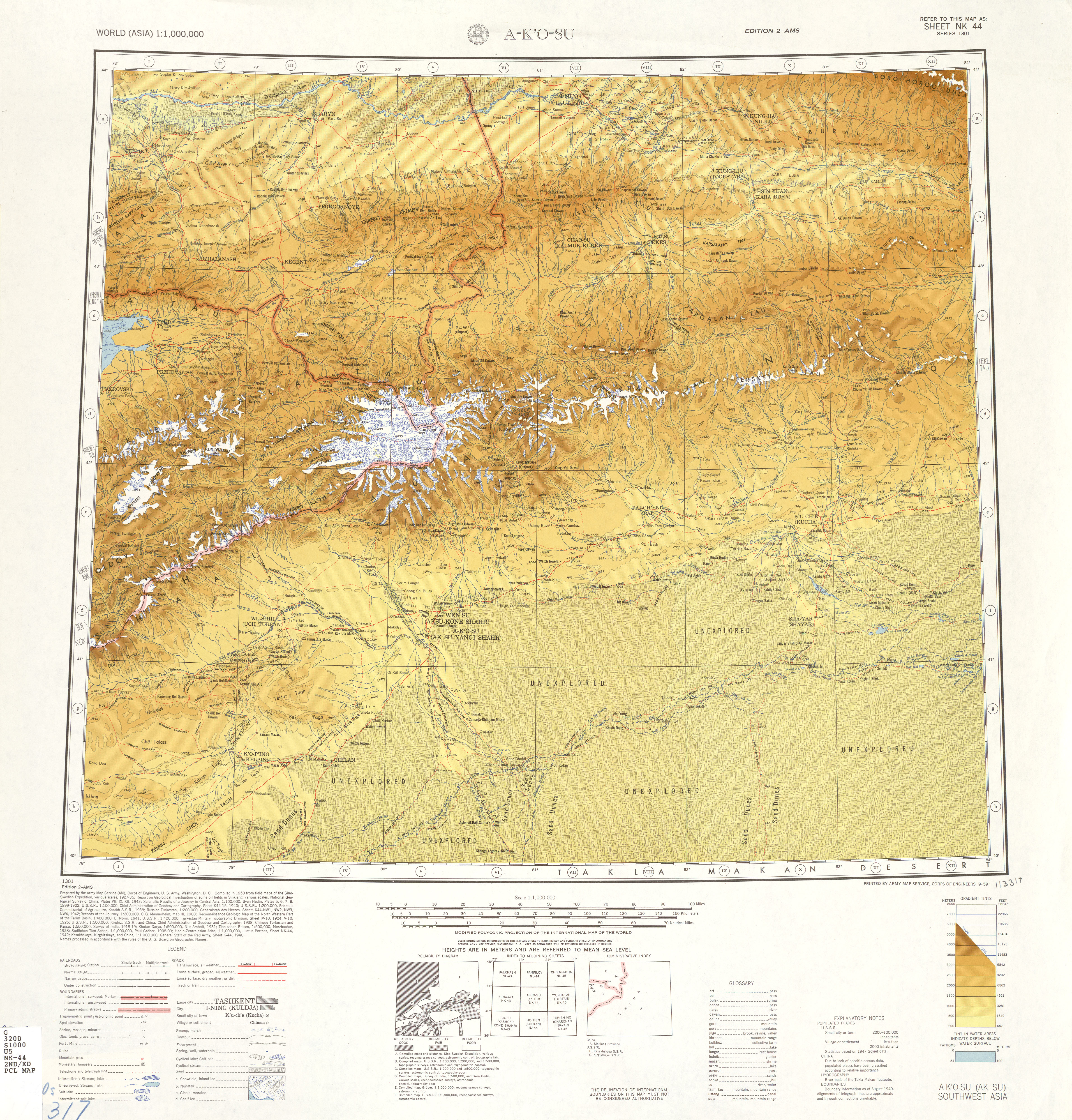